# Natàlia Vodiànova
Natàlia Mikhàilovna Vodianova, rus: Ната́лья Миха́йловна Водяно́ва (per motius de feina, va canviar la síl·laba tònica del seu cognom a Vodiànova; 28 de febrer de 1982, Gorki, RSFSR, URSS) és una supermodel, actriu i filantropa russa.

## Biografia
Nascuda el 28 de febrer de 1982 a Gorki (ara Nijni Nóvgorod) en la família de Larissa Víktorovna i Mikhaïl Vodiànov. Té dues germanes menors: Oksana (amb discapacitat des de la infància, nascuda amb una forma severa d'autisme i paràlisi cerebral) i Kristina (nascuda el 1995).El 1997 va abandonar l'escola i es va dedicar a ajudar la seva mare a vendre fruites al carrer. Després va muntar la seva pròpia parada de fruites amb una amiga per ajudar la seva família a sortir de la pobresa.
Als 16 anys es va inscriure a l'agència de models Ievguénia Txkalova "Ievguénia" (Nijni Nóvgorod), on se li va aconsellar d'aprendre anglès. El seu perfil va cridar l'atenció de l'agència Viva Model Management, la qual de seguida li va oferir una feina a París. Al cap d'uns quants mesos, la jove Natàlia va anar a la capital de França.

## Carrera
Ha treballat a la passarel·la de Gucci, Chanel, Alexander McQueen, Christian Dior, Calvin Klein, Donna Karan, Louis Vuitton, Marc Jacobs, Ralph Lauren, Chloé, Valentino, Givenchy, Jean-Paul Gaultier, Miu Miu, Hermès, Kenzo, Viktor&Rolf, Dolce & Gabbana, Balenciaga, Yves Saint Laurent i moltes altres cases de moda.
Va aparèixer en nombroses portades de les revistes de moda més famoses, incloses Vogue, Harper's Bazaar, Marie Claire, ELLE.
Va ser la cara de la marca de cosmètica L'Oréal Paris, i també va participar en campanyes publicitàries per a marques com Louis Vuitton, David Yurman, Marc Jacobs, Miss Sixty, Pepe Jeans, Diane von Fürstenberg, Chanel, Gucci, Guerlain.
Ha aparegut al calendari Pirelli.
El domini de les models russes a les passarel·les mundials des del començament dels anys 2000 es va anomenar l'era de les tres V (segons les lletres inicials dels cognoms dels més reeixits i buscats: Natàlia Vodiànova, Anna Vialítsina i Ievguénia Volodina).
El 2003 es va convertir en la cara i el cos oficials de Calvin Klein.
Segons The Sunday Times, Natàlia Vodiànova ocupa el tercer lloc entre les cent persones més riques del Regne Unit (el 2003 va guanyar 3,6 milions de £).
El 2007, després del naixement del seu fill Víktor, va decidir abandonar parcialment la seva carrera de model i dedicar-se a la seva fundació familiar i solidària, la Naked Heart Foundation, una organització filantròpica que pretén proporcionar un entorn segur i inspirador on jugar per a tots els nens que viuen a la ciutat de Rússia i ajudar a famílies que tenen nens amb discapacitat.
Natàlia, com algunes exsupermodels mundials, tanmateix accepta de pujar a la passarel·la o participar a una sessió fotogràfica amb honoraris elevats.
Al 2009 fou copresentadora de la semifinal del Festival de la Cançó d'Eurovisió, celebrat a Moscou, juntament amb Andrei Malàkhov.
El 2012 es va situar en el 3r lloc del top de Forbes en la categoria de models, amb uns ingressos estimats de 8,6 milions de dòlars en un sol any.
El 2013, juntament amb Dmitri Naguíev, es va convertir en la presentadora del programa de televisió La veu. Nens, rus: Голос. Дети.
Va participar en la presentació de «Sotxi 2014» a Vancouver, a la cerimònia d'obertura dels Jocs Olímpics de Sotxi el febrer de 2014, i va ser l'amfitriona de la cerimònia de sorteig del torneig de classificació de la Copa del Món de Futbol de 2018.

## Família
Vodiànova va conèixer Justin Portman (n. 1969), mig germà del desè vescomte de Portman i fill d' Edward Portman, 9è vescomte de Portman, en un sopar a París el 2001. Es van casar el novembre del 2001 quan estava embarassada de 8 mesos. Al setembre de 2002, més de nou mesos després de registrar el matrimoni al Regne Unit, van celebrar una cerimònia de casament a Sant Petersburg, on Vodiànova va lluir un vestit dissenyat per Tom Ford.
El matrimoni va tenir tres fills: 
- Lucas Alexander (nascut el 22 de desembre de 2001),
- Neva (nascuda el 24 de març del 2006). Duu el mateix nom del riu, però amb èmfasi en la primera síl·laba[2][12])
- Víktor (nascut el 13 de setembre del 2007, anomenat així pel seu avi[2])

El 2010, els mitjans de comunicació van informar sobre el proper divorci de Vodiànova i Portman, i el juny de 2011 Vodiànova va anunciar que la parella ja no vivien junts.
La seva actual parella és Antoine Arnault,empresari francès, director general de Berluti i fill del multimilionari Bernard Arnault. La parella té dos fills:
- Maxim (nascut el 2 de maig de 2014),[15]
- Roman (nascut el 4 de juny de 2016).[16]

## Activitat filantròpica
El 2004 va crear la seva pròpia fundació, anomenada "Fundació del cor nu", en anglès: 'Naked Heart Foundation', rus: Обнажённые сердца, per a la construcció de parcs infantils a Rússia i a l'estranger. La seva decisió de fundar-la va prendre després de la massacre de l'escola de Beslan.
La fundació recapta fons per a projectes per donar suport a nens amb necessitats especials i les seves famílies i per la construcció de parcs de jocs i parcs infantils inclusius a Rússia. En total, el fons ha construït més de 100 parcs infantils i àrees de joc a 68 ciutats de Rússia, així com el primer parc de jocs únic per a nens amb discapacitat intel·lectual.

## Actriu
Va interpretar el personatge de Medusa al film del 2010 Lluita de titans. A més, ha fet diversos papers importants a les pel·lícules CQ (2001), Probka (2009), i a una adaptació del 2012 de Belle du Seigneur. També ha fet de narradora en una important emissió de El llac dels cignes al Teatre Mariïnski (2013).